# چینیجیانو
چینیجیانو (به ایتالیایی: Cinigiano) یک کومونه در ایتالیا است که در استان گروستو واقع شده‌است.

## خصوصیات
چینیجیانو ۱۶۱٫۴ کیلومترمربع مساحت و ۲٬۶۲۴ نفر جمعیت دارد و ۳۲۴ متر بالاتر از سطح دریا واقع شده‌است.